# Ален Омић
Ален Омић (Тузла, 6. мај 1992) словеначки је кошаркаш босанскохерцеговачког пореклa. Игра на позицији центра, а тренутно наступа за Будућност. 

## Каријера
Сениорску каријеру је почео у 2009. у екипи Златорог Лашка и са њима остао до 2012. када прелази у Унион Олимпију. У Олимпији је провео три сезоне и освојио један национални куп и два суперкупа. У августу 2015. потписао је двогодишњи уговор са Гран Канаријом. Као играч екипе са Канарских острва пружао је посебно добре партије у Еврокупу 2015/16, тако да је завредео место у првој постави идеалног тима овог такмичења.
У јуну 2016. договорио је двогодишњу сарадњу са Анадолу Ефесом. Ипак, већ средином јануара 2017. напустио је истанбулски клуб и прешао у редове Малаге. У јулу 2017. потписао је једногодишњи уговор са Хапоелом из Јерусалима. У јануару 2018. напустио је Хапоел и потписао уговор са Црвеном звездом до краја сезоне. Са црвено-белима је у сезони 2017/18. освојио Суперлигу Србије.
Крајем септембра 2018. године потписао је за подгоричку Будућност. Дана 2. јануара 2019. године из Будућности је прешао у Олимпију из Милана, са којом је потписао уговор до краја сезоне. У јуну 2019. године потписао је за шпански Хувентуд. Напустио је Хувентуд у јулу 2020, пошто му клуб није понудио продужетак сарадње. У сезони 2020/21. био је играч француског Бурга. У новембру 2021. потписао је за Цедевиту Олимпију. Освојио је са клубом по два пута првенство и куп Словеније као и један Суперкуп. Напустио је Цедевиту Олимпију у августу 2023. Сезону 2023/24. почео је у француском Метрополитану 92 али се у фебруару 2024. вратио у Цедевиту Олимпију.
Члан је репрезентације Словеније и за њу је дебитовао на Светском првенству 2014. године.

## Успеси

### Клупски
- Олимпија Љубљана:
  - Куп Словеније (1): 2013.
  - Суперкуп Словеније (2): 2013, 2014.

- Малага:
  - Еврокуп (1): 2016/17.

- Црвена звезда:
  - Првенство Србије (1): 2017/18.

- Цедевита Олимпија:
  - Првенство Словеније (3): 2021/22, 2022/23, 2023/24.
  - Куп Словеније (3): 2022, 2023, 2024.
  - Суперкуп Словеније (1): 2022.

### Појединачни
- Идеални тим Еврокупа — прва постава (1): 2015/16.
- Најкориснији играч финала Првенства Србије (1): 2017/18.
- Најкориснији играч Купа Словеније (1): 2023.